# Бела (Болгария)
Бела (болг. Бела) — село в Болгарии. Находится в Видинской области, входит в общину Димово. Население составляет 109 человек.

## Политическая ситуация
Бела подчиняется непосредственно общине и не имеет своего кмета.
Кмет (мэр) общины Димово — Тодор Илиев Тодоров (коалиция в составе 2 партий: Болгарская социалистическая партия (БСП), Движение за права и свободы (ДПС)) по результатам выборов.